# Guillaumes
Guillaumes (occitanska: Guilherme) är en kommun i departementet Alpes-Maritimes i regionen Provence-Alpes-Côte d'Azur i sydöstra Frankrike. Kommunen ligger i kantonen Guillaumes som ligger i arrondissementet Nice. År 2022 hade Guillaumes 586 invånare.

## Befolkningsutveckling
Antalet invånare i kommunen Guillaumes
Referens: INSEE

## Galleri

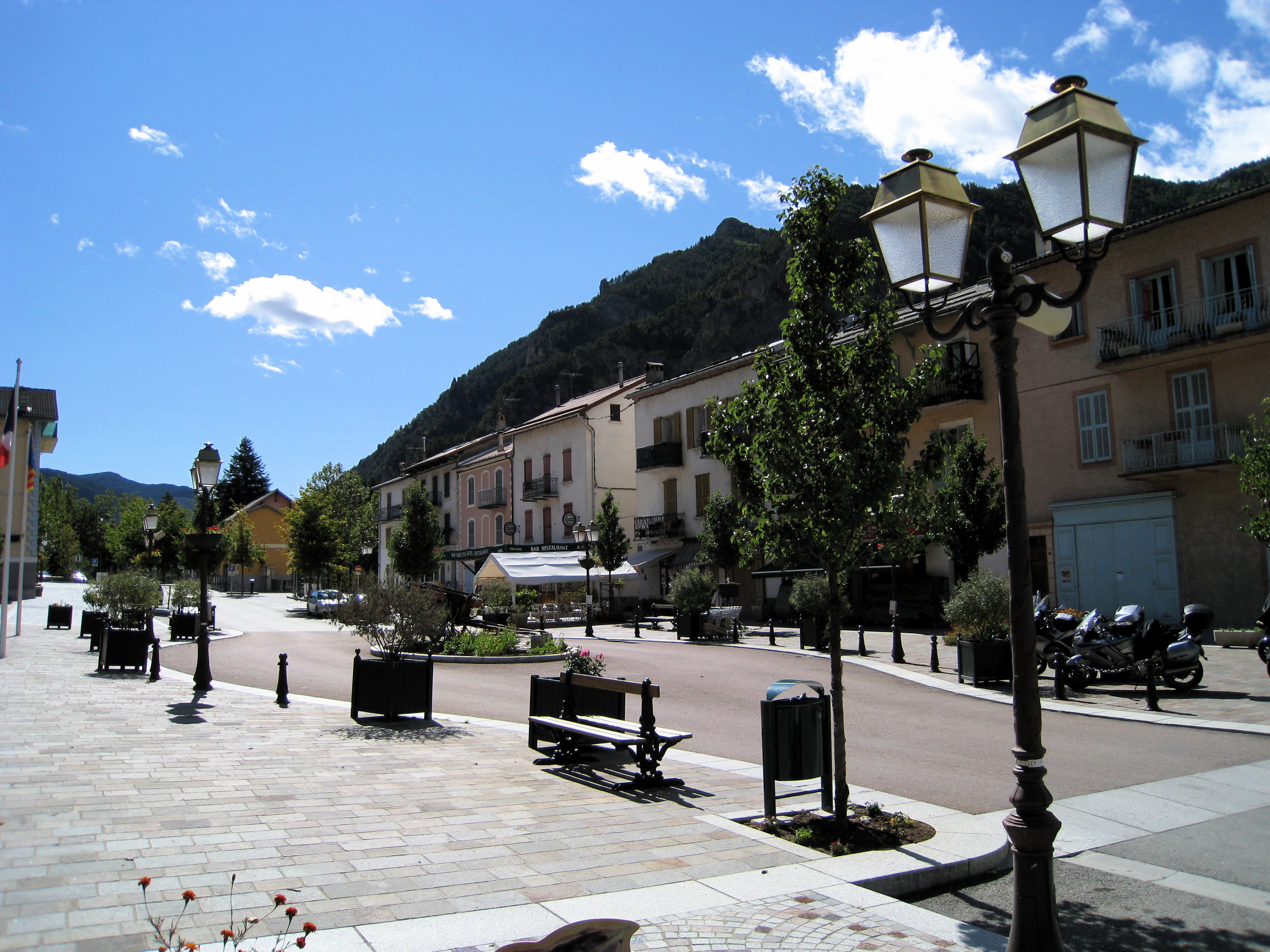
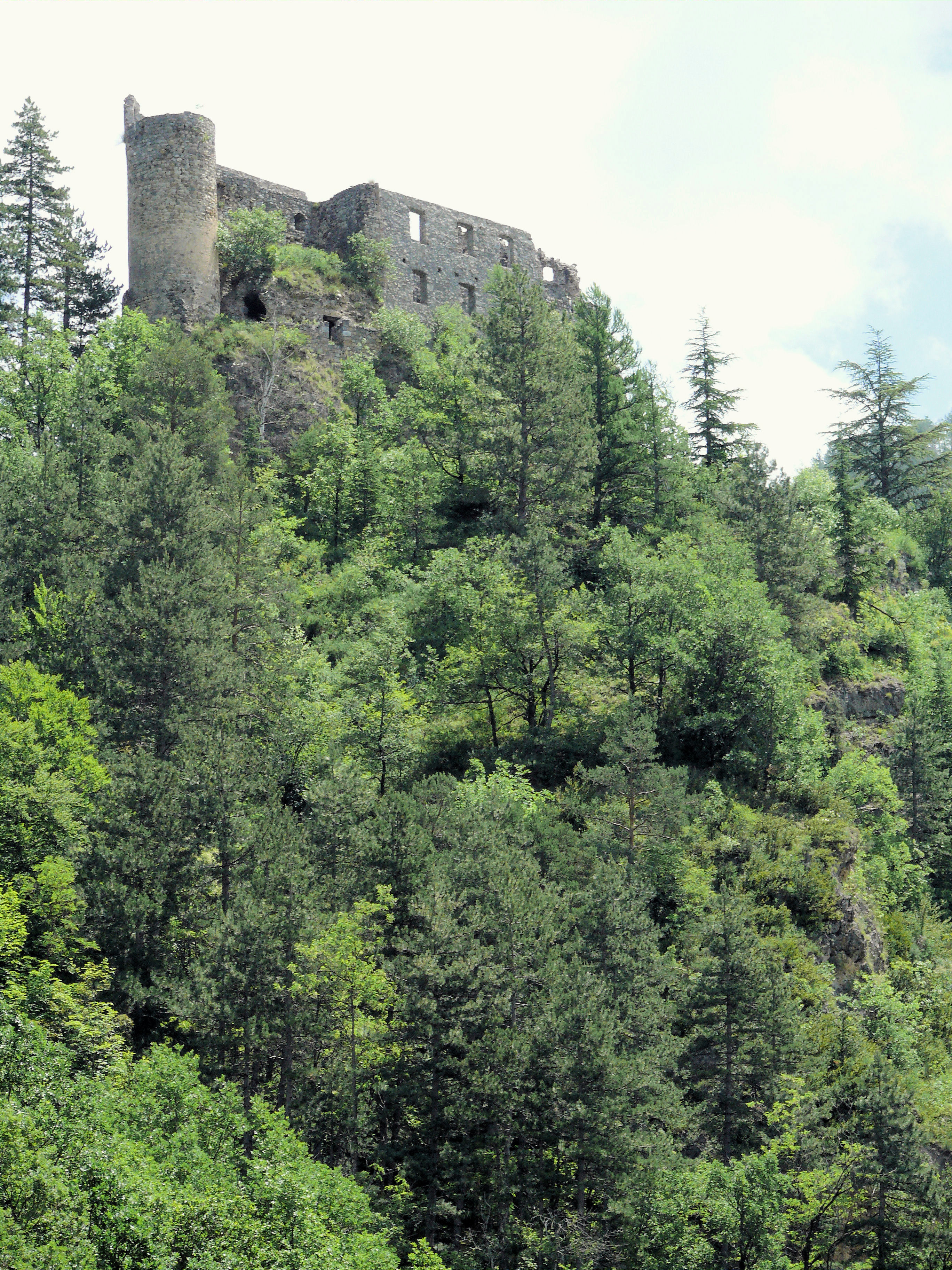
Le château
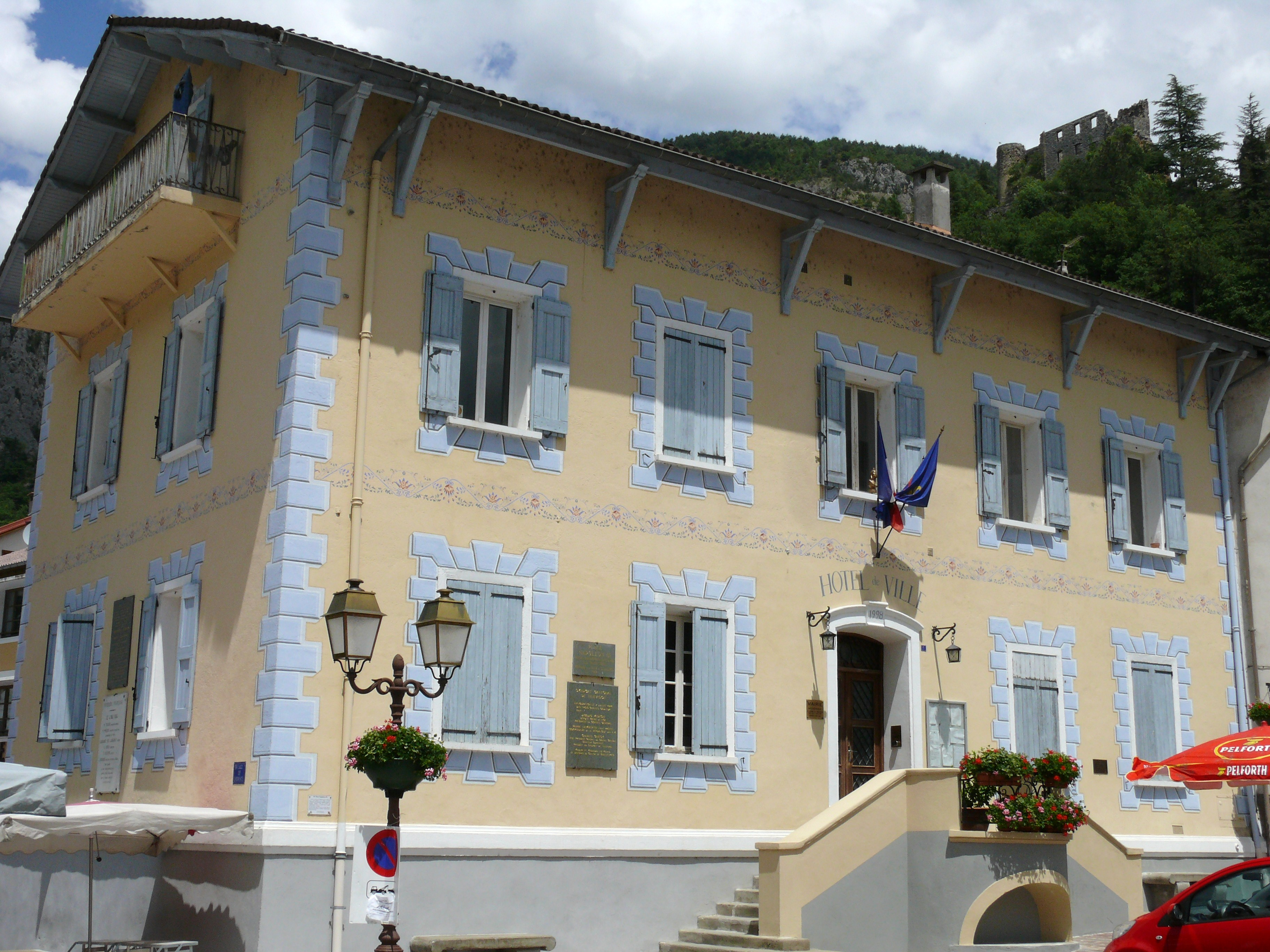
Stadshuset
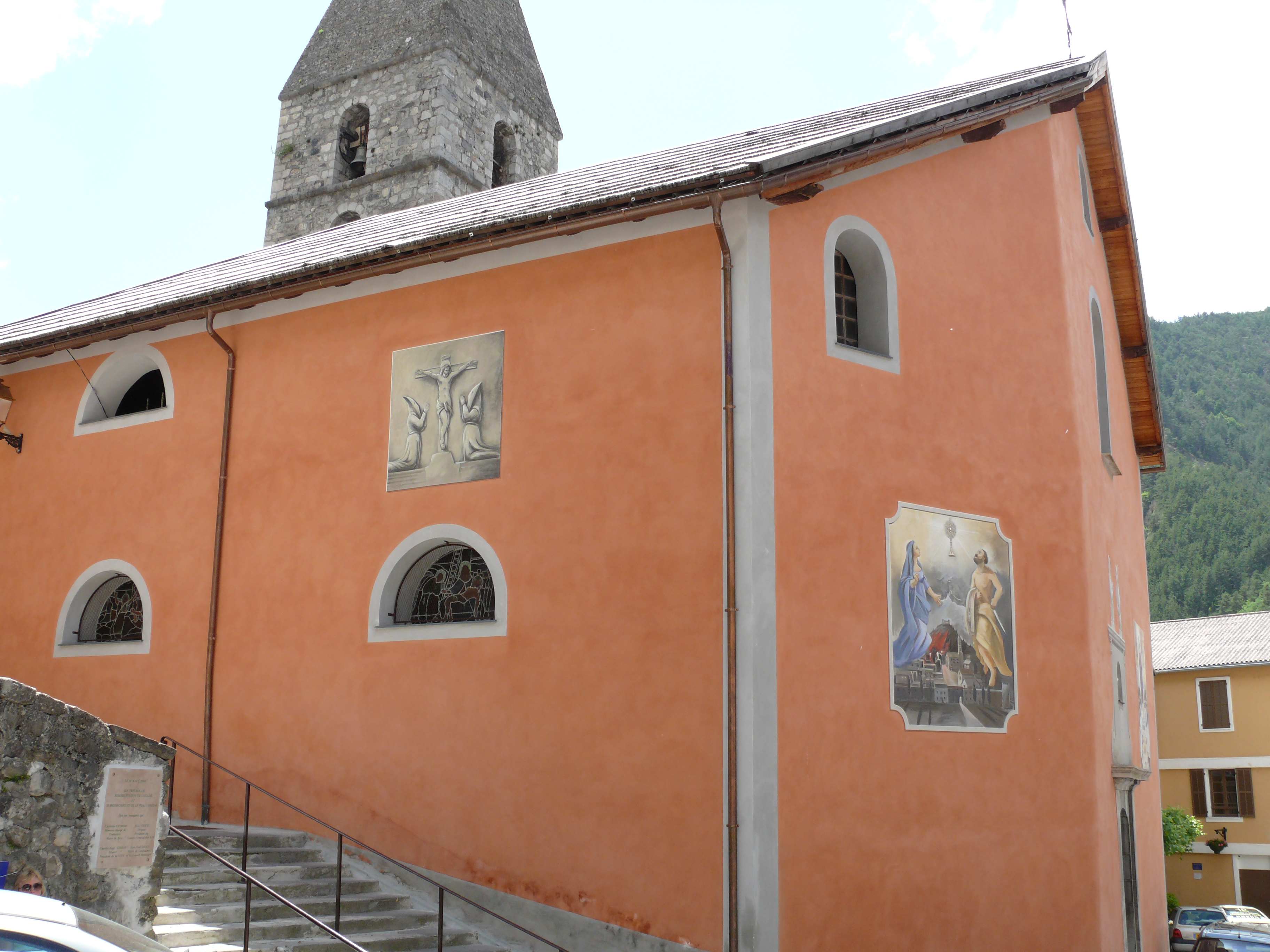
Église Saint-Étienne
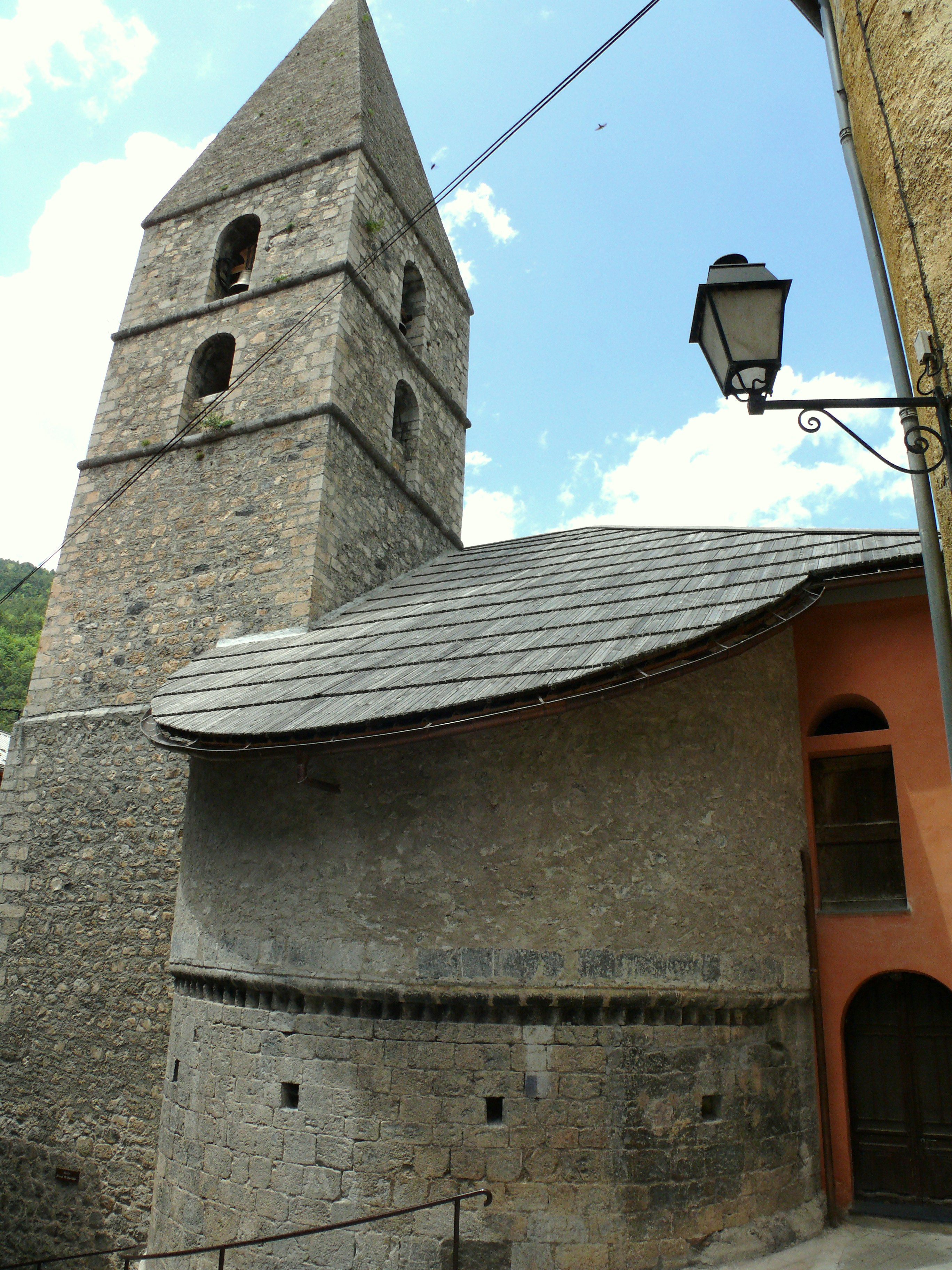
Église Saint-Étienne
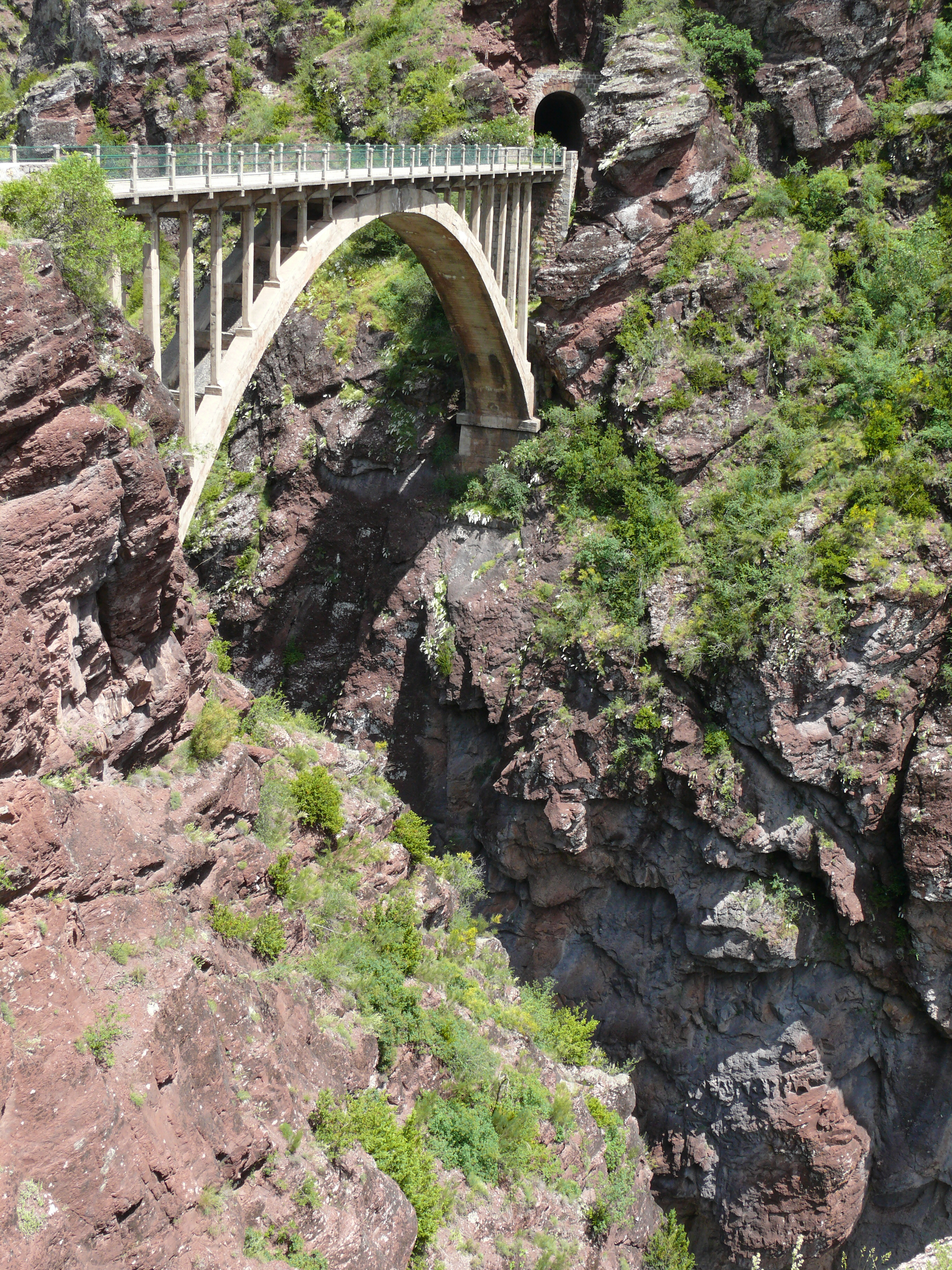
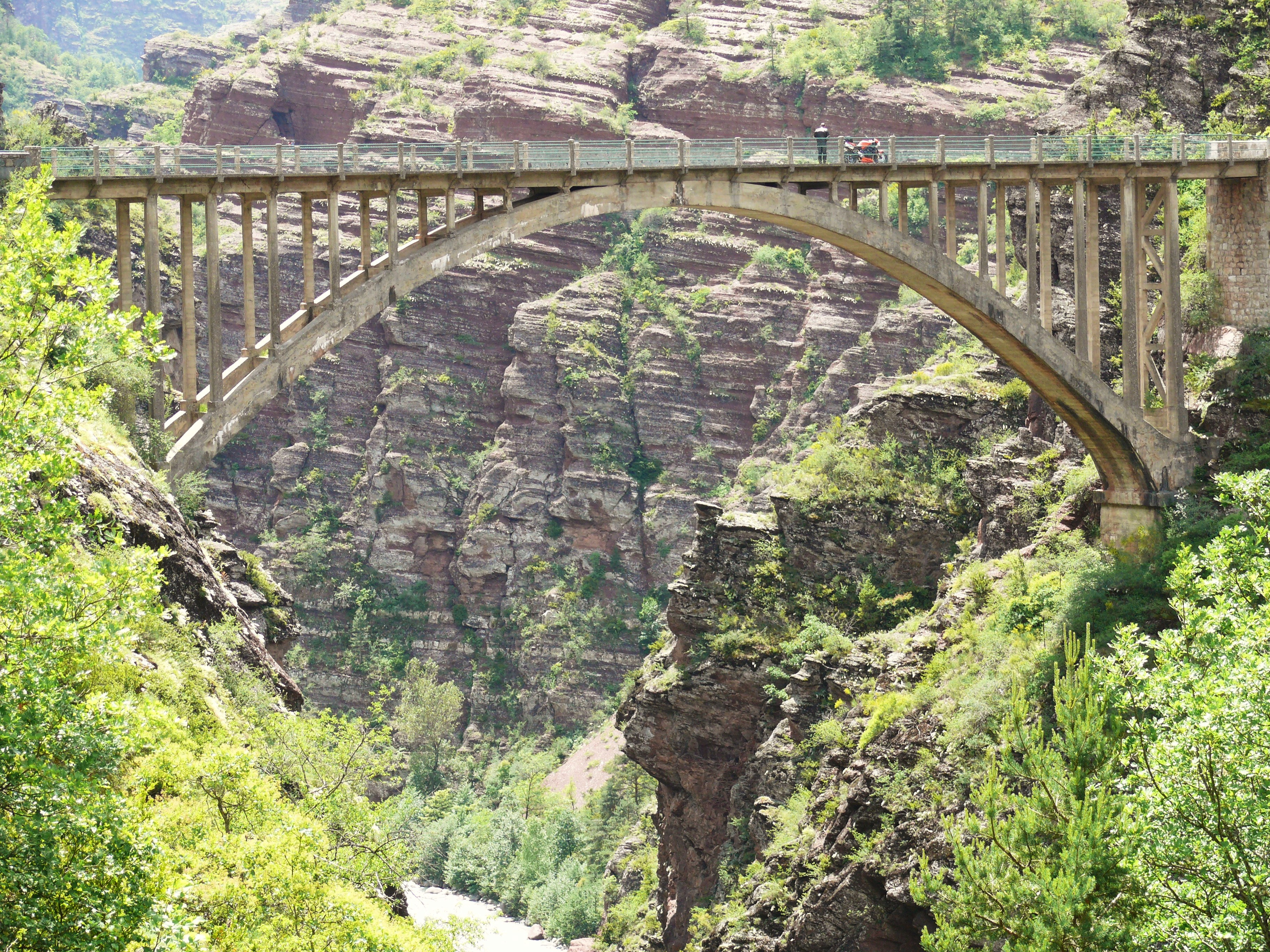
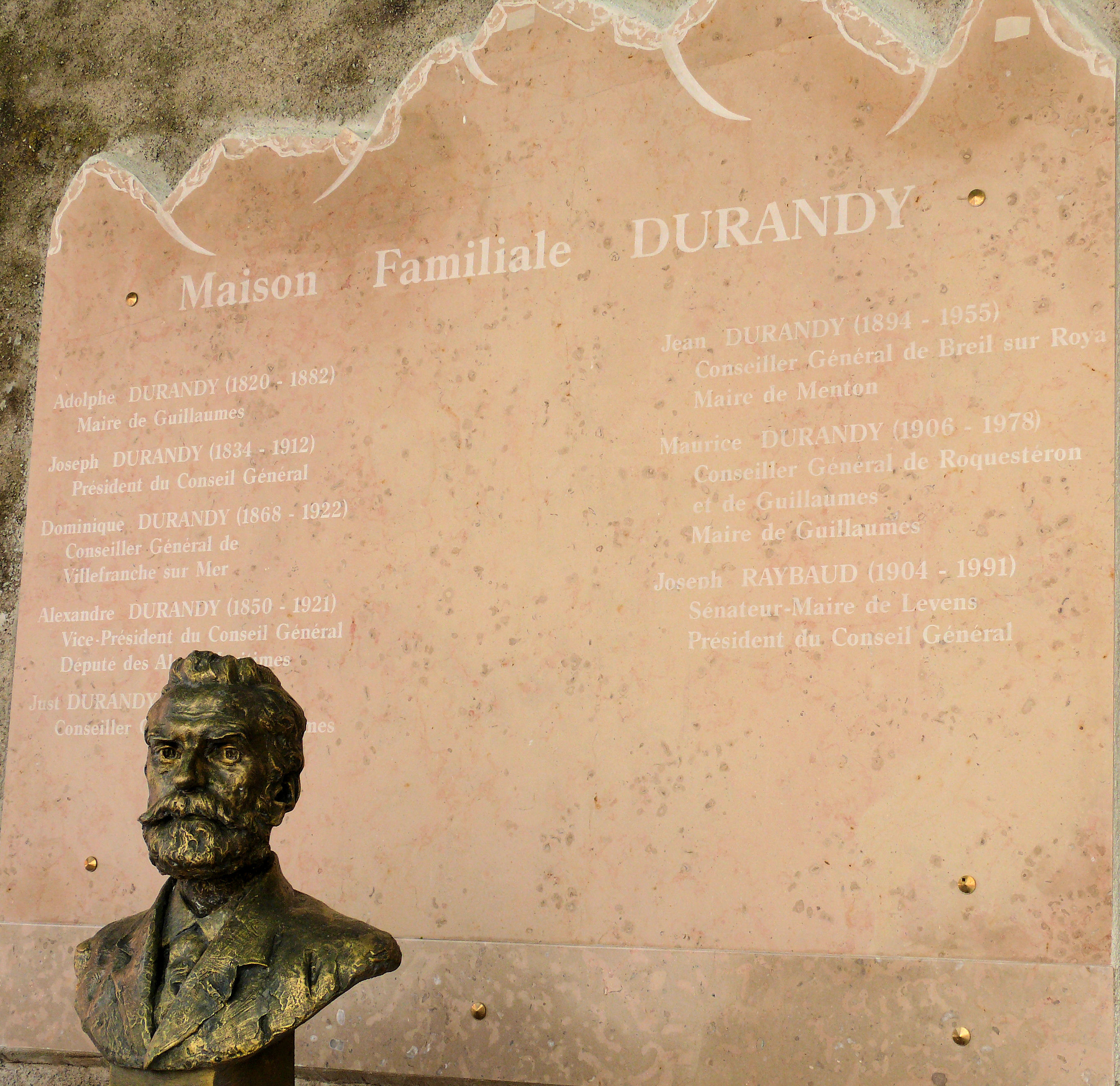
owsky
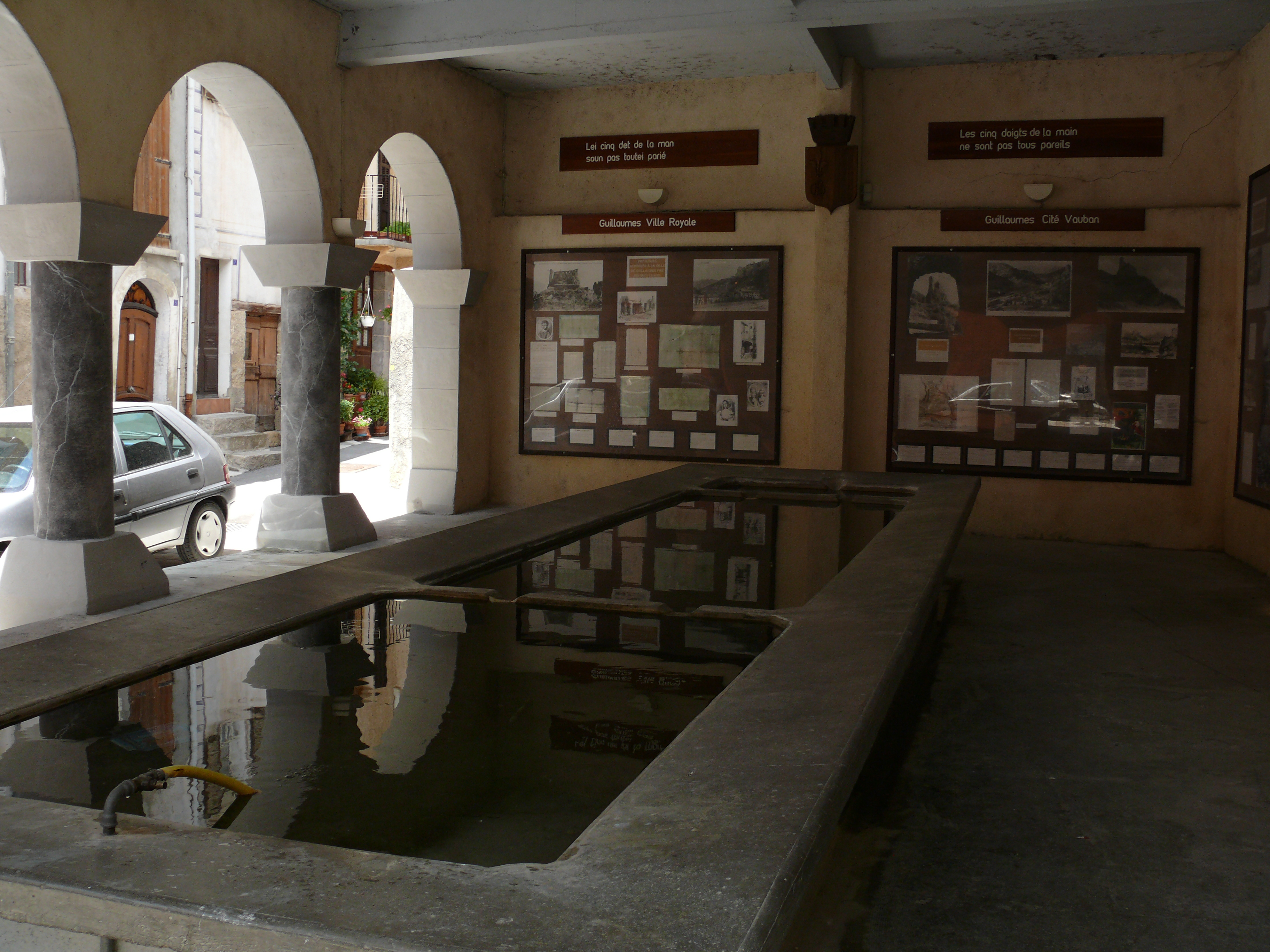